# Cara y ceca
Cara y ceca es el cuarto álbum de la banda argentina de blues y rock La Mississippi. Fue publicado en 1997 por BMG Ariola. 
A diferencia de sus trabajos anteriores más centrados en el blues clásico, en esta producción la banda se atreve a incursionar en ritmos latinos y litoraleños, más algún toque de jazz. Inclusive se anima a coquetear con el candombe en el tema «Obrero del amor», en el que participa el chamamecero Chango Spasiuk.

## Historia
Después de homenajear a las leyendas del blues en su anterior álbum, Classic, los integrantes de La Mississippi sentían que aún no le habían dado al blues el toque autóctono.
En Cara y ceca, la banda incursiona en heterogéneos ritmos como los latinos o el jazz. El líder del grupo, Ricardo Tapia, afirmó que el álbum fue ese enlace que les permitió lanzarse en el rock argentino, y que el mismo mostró que el grupo es capaz de hacer blues con identidad argentina.
El álbum no sólo contiene blues clásico, algo que puede apreciarse principalmente en «Blues al anochecer» y «Buenas Noches», sino que también abarca estilos más diversos como el Jazz y otros ritmos más latinos como en «San Cayetano», donde el grupo incursiona en sonidos cercanos al de Santana.
Esa apertura de rango musical y temático también puede palparse en «Obrero del amor», donde participa como invitado el chamamecero Chango Spasiuk en acordeón.

«En nuestro país, el blues tiene una gran historia y eso permite que haya conseguido su propia identidad. Pero se necesita evolucionar para provocar una flexibilidad entre el público y que los aires se renueven. Muchos de los bluseros americanos que vinieron nos dijeron que el blues argentino tiene un sonido caliente, que no tienen los ingleses, y que debe ser por esa cosa latina».
Ricardo Tapia

El baterista Juan Carlos Tordó reconoció que le gustan los folclores de cada país, explicando que conoció los ritmos de América Latina junto a Piero y recorrió las madrugadas suburbanas junto a Pappo.

## Lista de canciones
| N.º   | Título                  | Escritor(es)                      | Duración |  |
| 1.    | «Vamo y vamo»           | Ricardo Tapia - Eduardo Introcaso | 2:50     |  |
| 2.    | «San Cayetano»          | Ricardo Tapia - Gustavo Ginoi     | 4:13     |  |
| 3.    | «Niño bien»             | Ricardo Tapia - Gustavo Ginoi     | 3:10     |  |
| 4.    | «Celda gris»            | Ricardo Tapia - Gustavo Ginoi     | 3:35     |  |
| 5.    | «Taxi taxi»             | Ricardo Tapia - Eduardo Introcaso | 2:14     |  |
| 6.    | «Blues al anochecer»    | Ricardo Tapia - Eduardo Introcaso | 5:09     |  |
| 7.    | «La danza de la lluvia» | Ricardo Tapia - Eduardo Introcaso | 3:18     |  |
| 8.    | «Obrero del amor»       | Ricardo Tapia - Gustavo Ginoi     | 3:53     |  |
| 9.    | «Reina de corazón»      | Ricardo Tapia - Claudio Cannavo   | 3:03     |  |
| 10.   | «Hotel La Gallega»      | Ricardo Tapia - Gustavo Ginoi     | 3:49     |  |
| 11.   | «Jazz y caipirinha»     | Ricardo Tapia - Eduardo Introcaso | 2:57     |  |
| 12.   | «Buenas noches»         | Juan Carlos Tordó                 | 2:57     |  |
| 41:12 |                         |                                   |          |  |

## Músicos

#### La Mississippi
- Ricardo Tapia — voz.
- Gustavo Ginoi — guitarras.
- Eduardo Introcaso — saxo alto.
- Zeta Yeyati — saxo tenor.
- Claudio Cannavo — bajos.
- Rubén Vaneskeheian — armónica.
- Juan José Hermida — piano y órgano Hammond.
- Juan Carlos Tordó — batería y percusión.[4]